# David Shore
David Shore (London, Ontario, 3 de juliol del 1959) és un advocat i escriptor canadenc.

## Biografia
Shore estudià dret i comença a exercir d'advocat, fins que arribà un moment que decidí dedicar-se a escriure, convertint-se en un important guionista de sèries de TV. Com a bon coneixedor de lleis, Shore començà escrivint a la sèrie Law & Order: Criminal Intent i també produí alguns capítols de diverses sèries. Assolí l'èxit, tanmateix, com a creador de la sèrie televisiva House, MD, sèrie que li ha valgut un premi Emmy Outstanding Writing for a Drama Series amb el capítol en què el doctor House dona una classe magistral i explica com i perquè es quedà coix i es tornà addicte a la Vicodina.